# Holme Rose

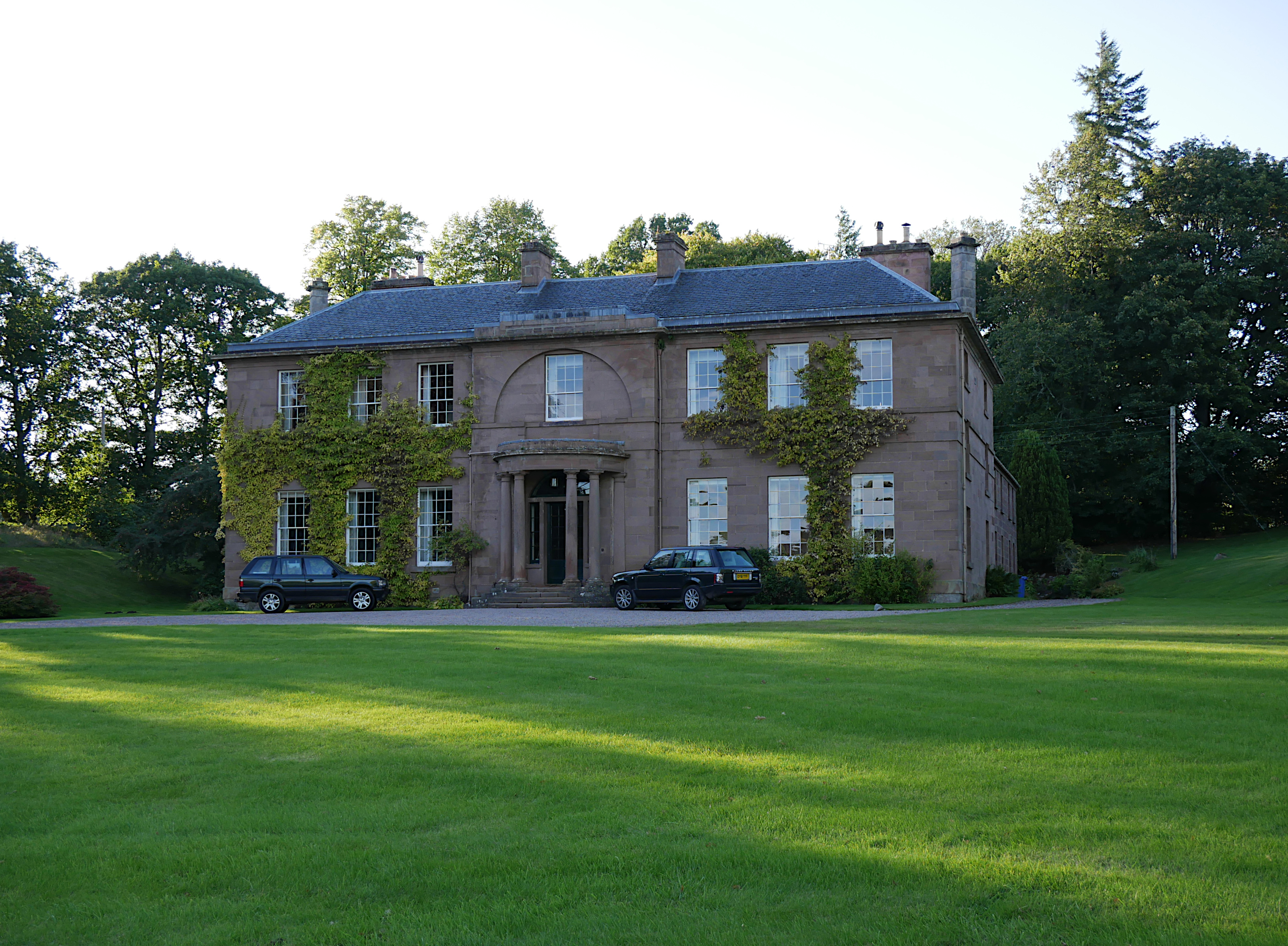
Holme Rose

Holme Rose ist ein Herrenhaus nahe der schottischen Ortschaft Croy in der Council Area Highland. 1971 wurde das Bauwerk in die schottischen Denkmallisten in der höchsten Denkmalkategorie A aufgenommen. Seine Hauptpforte mit Lodge und eine Brücke über den Nairn sind jeweils separat als Kategorie-B-Bauwerke klassifiziert. Die Gärten sind hingegen als Denkmal der Kategorie C eingestuft.

## Geschichte
Holme Rose wurde von Mitgliedern einer Linie des Highland-Clans Rose errichtet, die sich im Laufe des 15. Jahrhunderts von der auf Kilravock Castle ansässigen Hauptlinie der Familie abgespalten hatten. Das Herrenhaus wurde im späteren 18. Jahrhundert errichtet. Wesentliche Elemente wurde jedoch erst im frühen 19. Jahrhundert ergänzt. Anhand stilistischer Details wird ihre Planung dem schottischen Architekten William Robertson zugeschrieben. Im Laufe der 1930er Jahre wurde Holme Rose überarbeitet. Hierbei wurde unter anderem die Haupttreppe entfernt.

## Beschreibung
Holme Rose steht isoliert rund 1,5 Kilometer südöstlich von Croy und 14 Kilometer nordöstlich von Inverness am linken Ufer des Nairn. Die südostexponierte Hauptfassade des zwei- bis dreigeschossigen Gebäudes ist sieben Achsen weit. Während das Mauerwerk der Haupt- und Seitenfassaden aus rötlichen Steinquadern aufgebaut ist, wurde an der rückwärtigen Fassade grob behauener Bruchstein eingesetzt. Der am Mittelrisalit hervorspringende, halbrunde Portikus ist mit zwei Paaren dorischer Säulen gestaltet. Der Risalit schließt mit schlichtem Dreiecksgiebel. Die Sprossenfenster des Erdgeschosses sind höher ausgeführt als jene des Obergeschosses. Aus der aus dem 18. Jahrhundert stammenden rückwärtigen Fassade tritt mittig ein gerundeter Treppenturm heraus. Die sich rückwärtig anschließenden zweigeschossigen Flügel wurden im Laufe der 1930er Jahre überarbeitet und ergänzt. Die Dächer sind mit Schiefer eingedeckt.

## Außenbauwerke

### Pforte
Die Pforte mit der Lodge markiert den Hauptzufahrtsweg zu dem Herrenhaus. Sie befindet sich rund 700 Meter südwestlich von Holme Rose. Die eingeschossige, harlverputzte Lodge stammt aus dem frühen 19. Jahrhundert. Ihre Hauptfassade mit zentraler Eingangstüre ist drei Achsen weit. Schlichte Drillingsfenster mit steinernen Fensterpfosten flankieren die Tür. Rückwärtig abgehende Anbauten sind neueren Datums. Das Gebäude schließt mit einem schiefergedeckten Walmdach mit firstständigem Kamin.
Die Pforte ist mit einem Paar Torpfosten aus gusseisernem Flechtwerk ausgeführt. Der fortführende Zaun ist stilistisch angepasst. Sie stammt aus dem späteren 19. Jahrhundert.

### Holme Rose Bridge
Die Holme Rose Bridge führte einst den östlichen Zufahrtsweg zu Holme Rose über den Nairn. Hiervon zeugt noch eine heute überwachsene Lodge am Wegesrand. Sie wurde im frühen 19. Jahrhundert errichtet. Die rund 800 Meter östlich des Herrenhauses gelegene Bogenbrücke überspannt den Nairn mit einem ausgemauerten Bogen mit einer Stützweite von etwa 20 Metern. Flache, zu beiden Seiten auffächernde Brüstungen begrenzen die Fahrbahn. Sie sind mit abschließenden Pfeilern ausgeführt. Das Mauerwerk ist mit schlichten, kolossalen Pilastern ausgestaltet.

### Gärten
Die ehemaligen Gärten befinden sich rund 150 Meter südlich von Holme Rose. Sie stammen aus dem frühen 19. Jahrhundert. Eine hohe Bruchsteinmauer mit bearbeiteten Decksteinen umfriedet das verhältnismäßig große Areal. An der Nordseite befindet sich das einstige Heizhaus mit seinen Luftauslässen und Kaminen.